# Estatua ecuestre de John A. Logan
El General de División John A. Logan, también conocido como el Monumento al General John A. Logan y el Monumento al Círculo de Logan, es una estatua ecuestre en Washington D. C. que honra al político y general de la Guerra de Secesión John A. Logan. El monumento está ubicado en el centro de Logan Circle, una rotonda y parque público en el vecindario de Logan Circle. La estatua fue esculpida por el artista Franklin Simmons, cuyas otras obras destacadas incluyen el Monumento a la Paz y las estatuas del Salón Nacional de las Estatuas. El arquitecto de la base de la estatua fue Richard Morris Hunt, diseñador de edificios prominentes como el Museo Metropolitano de Arte en la ciudad de Nueva York y The Breakers en Newport. Los asistentes destacados a la ceremonia de dedicación en 1901 incluyeron al presidente William McKinley, miembros de su gabinete, el senador Chauncey Depew, la senadora Shelby Moore Cullom y el general Grenville M. Dodge.
La escultura es uno de los dieciocho monumentos de la Guerra Civil en Washington D. C., que se incluyeron colectivamente en el Registro Nacional de Lugares Históricos en 1978. La escultura de bronce descansa sobre una base de bronce y granito adornada con dos relieves que representan momentos históricamente inexactos de la vida de Logan. El monumento y el parque que lo rodea son propiedad y están mantenidos por el Servicio de Parques Nacionales, una agencia federal del Departamento del Interior.

## Historia

### Contexto
John A. Logan (1826–1886) nació en Illinois y se desempeñó como segundo teniente en la guerra entre México y Estados Unidos antes de estudiar en la Universidad de Louisville para convertirse en abogado. Originalmente miembro del Partido Demócrata, fue elegido senador estatal y más tarde miembro de la Cámara de Representantes de Estados Unidos. Durante el inicio de la Guerra de Secesión, Logan denunció lo que consideraba extremistas en ambos bandos, pero finalmente se ofreció como voluntario para luchar con el Ejército de la Unión durante la Primera Batalla de Bull Run. Luego renunció al Congreso y fue nombrado coronel después de organizar el 31º Regimiento de Infantería de Voluntarios de Illinois. Logan resultó herido dos veces mientras servía en la guerra y se lo consideraba un destacado comandante de campo. Fue ascendido a general de brigada tras la victoria en Fort Donelson. Logan desempeñó un papel importante en el éxito de la Unión en Vicksburg y se desempeñó como gobernador militar de ese distrito. Después de la muerte del general James B. McPherson, Logan recibió el mando del Ejército de Tennessee, pero pronto fue relevado por el general Oliver O. Howard después de que Logan se involucrara demasiado en las elecciones presidenciales de 1864. Dejó el ejército en 1865 y reanudó su carrera política.

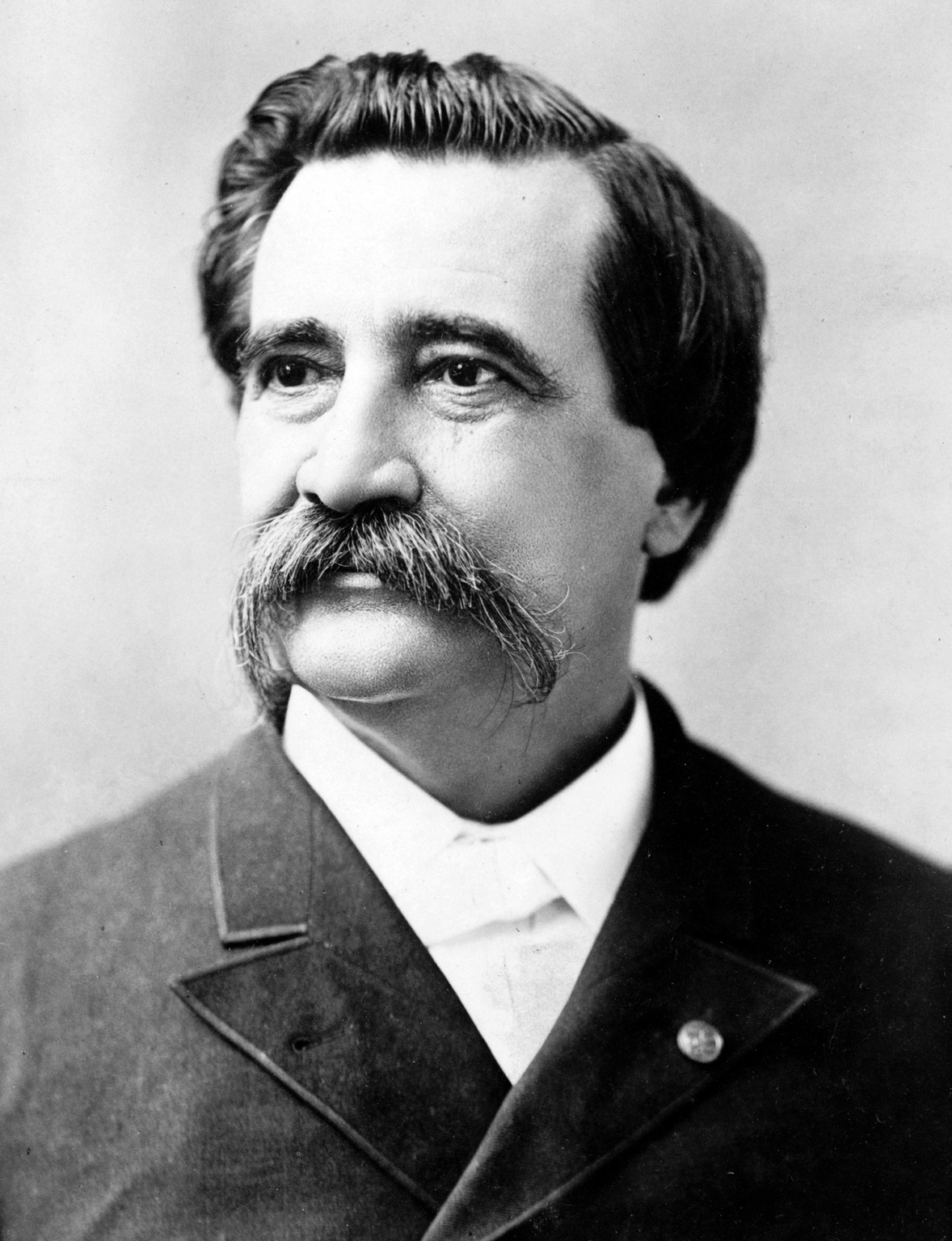
John A. Logan

Logan fue elegido como republicano para la Cámara de Representantes de los Estados Unidos y luego para el Senado de los Estados Unidos. En las elecciones presidenciales de 1884, Logan se postuló sin éxito con el senador James G. Blaine como su candidato a vicepresidente, perdiendo por poco la carrera. Durante su tiempo en el cargo, Logan fue considerado uno de los defensores más vocales de los veteranos militares. Ayudó a organizar dos organizaciones fraternales de veteranos, el Gran Ejército de la República (GAR) y la Sociedad del Ejército de Tennessee (SAT), y fue fundamental para que el gobierno federal reconociera el Día de los Caídos (originalmente llamado Día de la Decoración) como feriado oficial, celebrado por primera vez en 1868.
Poco después de la muerte de Logan en 1886, el SAT comenzó a trabajar para erigir un monumento al héroe militar. La organización trabajó en estrecha colaboración con GAR y la viuda de Logan, Mary, para recaudar fondos y presionar al Congreso para la construcción de un monumento. Sería el segundo monumento ecuestre en Washington D. C. encargado por el SAT, siendo el primero la estatua del Mayor General James B. McPherson. La erección del monumento fue aprobada por ley del Congreso el 2 de marzo de 1889. Se creó una comisión conmemorativa para seleccionar un escultor y el lugar para la estatua. Los miembros de la comisión le preguntaron al escultor Augustus Saint-Gaudens a quién recomendaría. Sugirió a Franklin Simmons (1839-1913), un artista estadounidense que trabajaba en Roma. Simmons había esculpido previamente varios monumentos de la Guerra de Secesión, incluido el Monumento a la Paz en Washington D. C. Sus otras obras en la ciudad incluyen varias estatuas en la Colección Nacional de Estatuas y la Colección de Bustos del Vicepresidente del Senado de los Estados Unidos.
La comisión consideró modelos de varios escultores antes de seleccionar a Simmons en diciembre de 1892, cuyo modelo fue "el más agradable para la Sra. Logan". Admiraba no solo la postura del modelo de Simmon, sino también su idea de que la estatua descansara sobre una base de bronce, a diferencia de otros monumentos de la ciudad que tenían bases de granito. A Mary también le gustó que Simmons y los miembros de la comisión siguieran sus recomendaciones para los relieves que se encuentran en la base de la estatua. Simmons recibió 65 000 dólares por su trabajo; alrededor de 13 000 dólares del SAT y el resto del gobierno federal. Esculpir la pieza resultó más difícil de lo que Simmons esperaba, ya que la estatua de Logan fue su primera y única obra ecuestre. Se vio obligado a solicitar varias prórrogas a partir de 1896. Simmons le pagó a la fundadora Fonderia Nelli dinero extra para trabajar las 24 horas en la base, diseñada por el destacado arquitecto Richard Morris Hunt, cuyas otras obras incluyen el Museo Metropolitano de Arte en la ciudad de Nueva York y The Breakers en Newport Rhode Island.

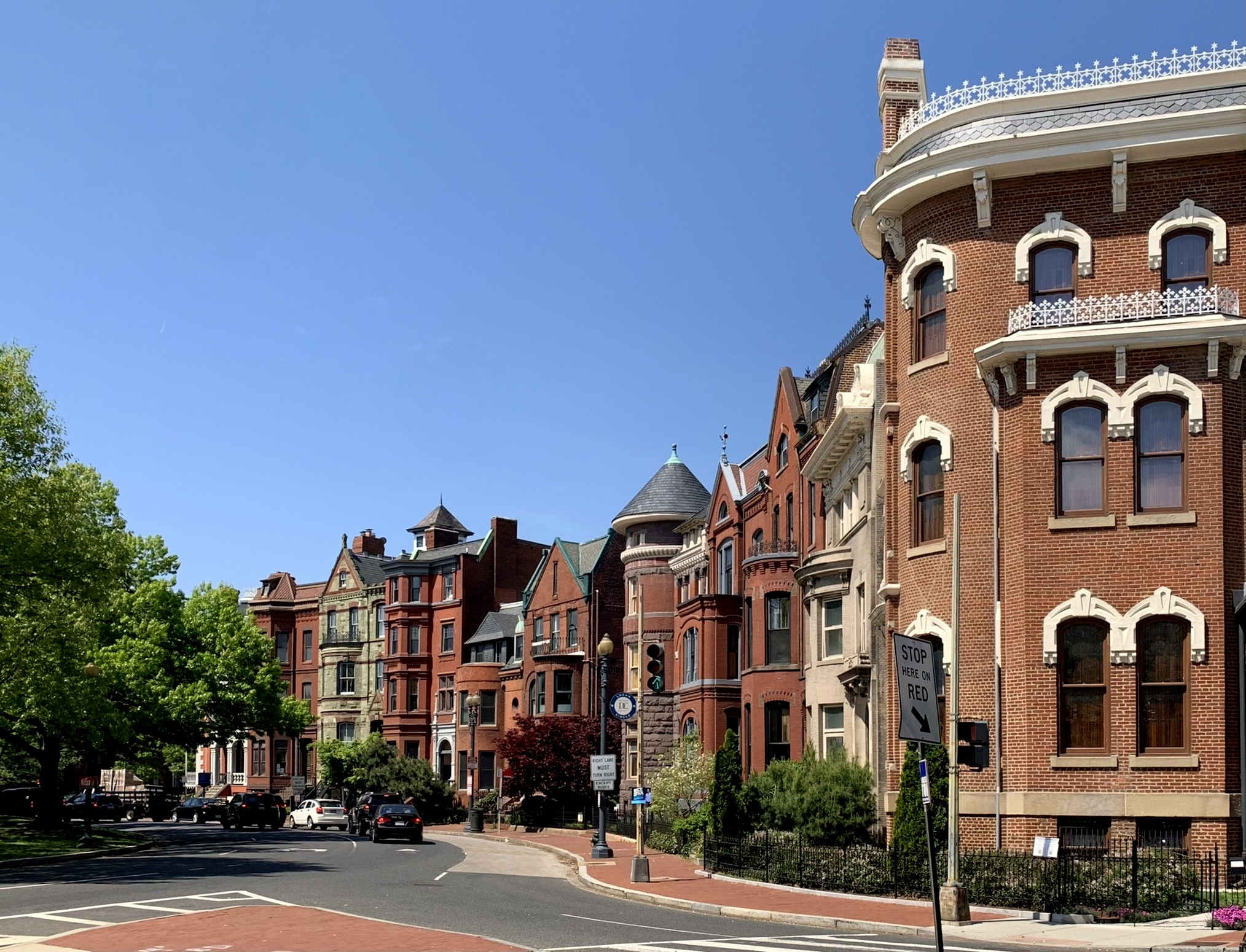
Casas adosadas en la esquina noroeste de Logan Circle

Nelli solo tardó tres meses y medio en completar el proceso en lugar del año planificado. Se contrató a Cranford Paving Company para preparar el sitio y colocar los cimientos de granito. Simmons no estaba satisfecho con el trabajo de la empresa y se ordenó una nueva piedra en septiembre de 1897. Tras la colocación de la nueva piedra, la base se instaló el 18 de abril de 1898. No fue hasta 1900 que Simmons completó la escultura. Una vez finalizada, se llevó a cabo una ceremonia en la fundición a la que asistieron el rey Umberto I de Italia y su esposa, la reina Margherita, donde Simmons fue honrado con el título de caballero. La escultura se envió a los Estados Unidos y llegó a Brooklyn en diciembre de 1900. Debido a que la escultura era demasiado grande para transportarla en tren, se colocó en una goleta de dos mástiles y llegó a Washington D. C. el 16 de enero de 1901. Se instaló encima de la base una semana después.
El sitio elegido para el monumento fue el centro de Iowa Circle, un parque en un barrio de lujo en el cuadrante Noroeste de la ciudad. El parque fue completamente rediseñado en 1891 para dar cabida al monumento. Cuando se inauguró en 1901, el cercano Dupont Circle estaba lleno de mansiones y se había vuelto más popular entre los residentes adinerados de la ciudad, mientras que Iowa Circle, rodeado de majestuosas casas adosadas, se había convertido en un vecindario de clase media.

### Dedicación
El monumento se dedicó formalmente el 9 de abril de 1901. Cerca de la base se construyeron plataformas temporales para invitados y distinguidos invitados. Los invitados incluyeron al presidente William McKinley, miembros de su gabinete, el senador Chauncey Depew, la senadora Shelby Moore Cullom, el general Grenville M. Dodge, Mary Logan y varios miembros de la familia Logan, representantes de GAR y SAT, y Simmons. Antes de la ceremonia, hubo un gran desfile militar encabezado por el Coronel Francis L. Guenther. El desfile estuvo formado por soldados, infantes de marina, marineros del cercano Navy Yard, la milicia del Distrito de Columbia y veteranos de GAR y SAT. Dodge, quien fue presidente del SAT y el único general vivo representado en uno de los paneles en relieve, presidió las ceremonias. George Tucker, nieto de Logan, tiró de una cuerda y partió las banderas que habían cubierto la estatua. Esto fue seguido por vítores y aplausos de la multitud mientras la Cuarta Artillería disparaba un saludo nacional.
McKinley, el último veterano de la Guerra de Secesión que ocupó la Casa Blanca, pronunció un discurso que incluyó los siguientes comentarios: "Es una buena señal cuando se honra a los patriotas y se exalta el patriotismo. Los monumentos que expresan la gratitud de la nación por las grandes hazañas inspiran grandes hazañas. La estatua descubierta hoy proclama el aprecio de nuestro país por uno de sus heroicos hijos, cuyo nombre es querido por el pueblo estadounidense, el soldado voluntario ideal de dos guerras, el eminente senador y plebeyo, el general John A. Logan". Tras el discurso del presidente, Depew también pronunció un discurso. Sus comentarios incluyeron: "La historia de nuestro país se condensa en las guerras revolucionarias y civiles. Así como Washington se destaca en la primera de nuestras contiendas cruciales, también lo hace Lincoln en la segunda. Sobre el grupo de Lincoln Grant, Sherman, Sheridan, Logan, McPherson y una gran cantidad de otros héroes... Entre esos estadounidenses exitosos en muchas líneas que ganaron y mantuvieron la atención pública y murieron llorados por todos sus compatriotas, no vivirá en el futuro en la historia de la República figura más noble, en paz y en guerra, en la búsqueda de la ciudadano, y en el trabajo por el bienestar de sus conciudadanos, que el general John A. Logan". Luego, Cullom leyó una carta del gobernador de Illinois, Richard Yates Jr., quien no pudo asistir, que rindió homenaje a Logan y señaló lo orgullosos que estaban los ciudadanos del estado del nativo de Illinois. La ceremonia concluyó luego de la bendición del reverendo J. G. Butler.

### Recepción

El panel en relieve históricamente inexacto que representa a Logan siendo juramentado en el Senado por el vicepresidente Chester A. Arthur.

La recepción inicial de la estatua fue muy positiva. The New York Times lo describió como que produce "una impresión de dignidad, belleza y poder". Pero en las semanas posteriores a la ceremonia de inauguración, los elogios se convirtieron en críticas y los reporteros notaron "absurdos" en los paneles de ayuda. Señalaron que el relieve que mostraba a Logan reunido con otros líderes de la Guerra de Secesión planeando una estrategia juntos era muy poco probable. El segundo panel, que mostraba a Logan siendo juramentado como senador por el vicepresidente Chester A. Arthur, fue calificado de "imposible" y "ridículo". Logan prestó juramento en el Senado en 1879 y el propio Arthur no prestó juramento como vicepresidente hasta 1881. Dos de los senadores representados en ese relieve no prestaron juramento hasta 1882 y 1884, respectivamente, y otro falleció en 1877. Mary Logan inicialmente se atribuyó el mérito de seleccionar las escenas representadas en los relieves y recibió toda la culpa cuando se descubrieron los errores. En una acalorada carta al Evening Star, dijo que los relieves no pretendían ser históricamente precisos: "Por supuesto, sabíamos todo esto, pero lo ignoramos porque queríamos que estos paneles retrataran a los hombres más destacados de la historia de la país que estuvieron en el Senado durante los 16 años que mi esposo fue Senador". Agregó que reproducir escenas históricamente precisas habría sido "absurdo".

### Historia posterior
En 1930, el Congreso renombró Iowa Circle en honor a Logan, quien había vivido brevemente en 4 Logan Circle en 1885. La estatua es uno de los dieciocho monumentos de la Guerra de Secesión en Washington D. C., que se incluyeron colectivamente en el Registro Nacional de Lugares Históricos (NRHP) el 20 de septiembre de 1978 y en el Inventario de Sitios Históricos del Distrito de Columbia el 3 de marzo de 1979. También se designa como una propiedad que contribuye al distrito histórico de Logan Circle, que figura en el NRHP el 30 de junio de 1972, y al distrito histórico de Fourteenth Street, que figura en el NRHP el 9 de noviembre de 1994.  El monumento y el parque que lo rodea son propiedad y están mantenidos por el Servicio de Parques Nacionales, una agencia federal del Departamento del Interior.

## Diseño y ubicación

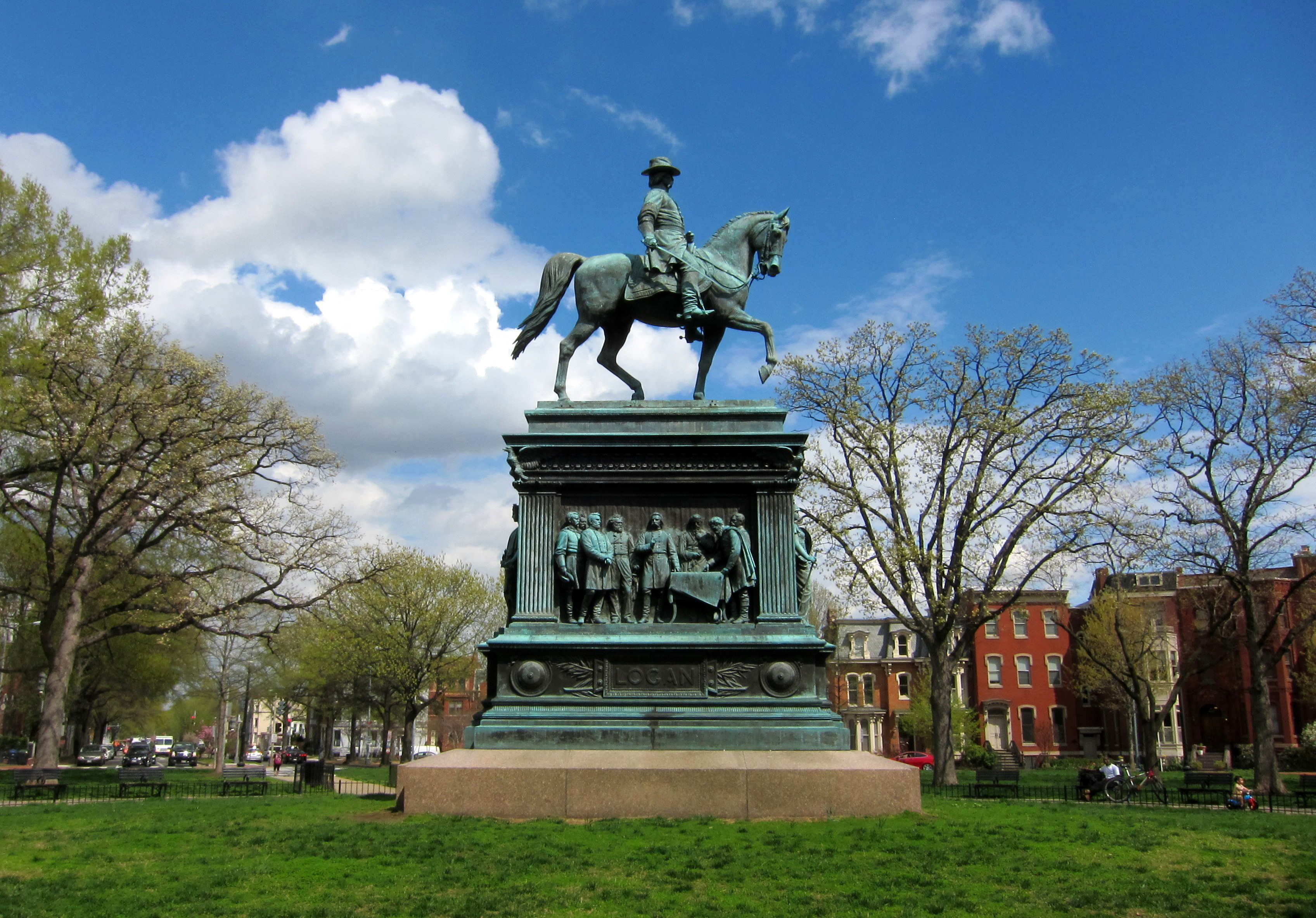
La cara oeste del monumento.

El monumento está ubicado en el centro de Logan Circle, un parque público y rotonda de 0,73 ha en el vecindario de Logan Circle en la convergencia de las calles 13 y P, y las avenidas Rhode Island y Vermont NW. Las aceras conducen desde el borde del círculo hasta el monumento en eje con las calles circundantes. Hay unos 20 robles están plantados en todo el círculo y una pequeña cerca de hierro ornamental rodea la base de la estatua.
La estatua ecuestre de bronce mide 3,7 m de alto, 3 m de largo, y 1,2 m de ancho. Pesa aproximadamente 4990 kg. Logan está representado con el pelo hasta el cuello y bigote mientras viste su uniforme militar de la Guerra de Secesión; una chaqueta larga con cinturón, botas, guantes y un sombrero. Sostiene las riendas del caballo con su mano izquierda y su mano derecha sostiene su espada apuntando hacia abajo. El caballo avanza a zancadas con el pie derecho levantado. Las inscripciones "FOND. NELLI ROMA 1897" y "FRANKLIN SIMMONS" se encuentran en la estatua.
La estatua descansa sobre una base rectangular de bronce que a su vez está encima de una base baja de granito. la base es 9,1 m de alto, 6,7 m de largo, y 0,9 m de ancho. Pesa aproximadamente 15 876 kg. Un águila calva que simboliza el patriotismo adorna la sección superior de cada esquina de la base de bronce. Alrededor de la inscripción "LOGAN" hay hojas de palma que simbolizan la Victoria. Estos están ubicados en los lados este y oeste de la parte inferior de la base de bronce. El relieve en el lado oeste de la base muestra a Logan rodeado de otros oficiales discutiendo sobre la Guerra de Secesión. Los oficiales incluyen a los generales Francis Preston Blair, Jr., Dodge, William Babcock Hazen, Mortimer Dormer Leggett, Joseph A. Mower y Henry Warner Slocum, y el capitán Bill Strong. A la derecha de Logan hay un mapa extendido sobre una mesa con tres de los oficiales estudiándolo. Los oficiales restantes miran hacia Logan, que tiene la mano izquierda apoyada en el mapa. El relieve en el lado este de la base muestra a Logan siendo juramentado como senador por el vicepresidente Arthur. El brazo derecho de Logan está levantado mientras que la mano izquierda de Arthur está levantada y sostiene un libro. Otros senadores representados en el relieve incluyen a Roscoe Conkling, Cullom, William M. Evarts, John F. Miller, Oliver P. Morton, Allen G. Thurman y Daniel W. Voorhees. Una figura alegórica femenina está en los lados norte y sur de la base. La figura del lado norte, que representa la Paz o la Victoria, sostiene una corona de laurel en la mano derecha y una fasces en la izquierda. Lleva túnicas largas y tiene una corona de laurel en la cabeza. La figura del lado sur, que representa la Guerra, sostiene un escudo con la mano izquierda y una espada con la derecha. Lleva un vestido adornado con detalles de armadura y un casco en forma de corona.